# Geoffrey Jourdren
Geoffrey Jourdren (* 4. Februar 1986 in Meaux) ist ein ehemaliger französischer Fußballtorhüter.

## Karriere

### Verein
2006 wechselte Joudren in die Profimannschaft des HSC Montpellier, sein Debüt gab er am 15. September 2006 in der Ligue 2 beim 4:0-Erfolg über den SC Bastia. In der Saison 2008/09 stieg er mit dem HSC Montpellier in die Ligue 1 auf. Am ersten Spieltag der Saison 2009/10 bestritt er sein Debüt in der ersten Liga gegen Paris Saint-Germain, die Partie endete 1:1. In der Saison 2010/11 scheiterte man in der Qualifikation zur UEFA Europa League an Győri ETO FC. Das Finale der Coupe de la Ligue wurde erreicht, man verlor gegen Olympique Marseille mit 0:1, Jourdren saß während des Finals nur auf der Bank. In der darauffolgenden Spielzeit, der Saison 2011/12 wurde er mit dem HSC Montpellier französischer Meister. Zu Beginn der Saison 2012/13 scheiterte man im Finale der Trophée des Champions an Olympique Lyon, das Spiel endete im Elfmeterschießen. In dieser Saison debütierte er auch in der UEFA Champions League. In der Gruppe B gegen den FC Schalke 04, FC Arsenal und Olympiakos Piräus bestritt er fünf von sechs Spielen. Montpellier schied als letzter der Gruppe mit nur zwei Punkten aus. Nach einem Jahr vereinslosigkeit beendete Joudren im Sommer 2019 seine aktive Karriere und ist seit 1. Juli 2019 Torwarttrainer der U-15 des HSC Montpellier.

### Nationalmannschaft
Jourdren durchlief sämtliche U-Nationalmannschaften von Frankreich. Seinen letzten Einsatz absolvierte er für die U-21 im Jahr 2008.

## Erfolge
- Aufstieg in die Ligue 1: 2009
- Coupe de la Ligue: Finalist 2010/11
- Französischer Meister: 2012
- Trophée des Champions: Finalist 2012